# Diversidad sexual en Iquitos

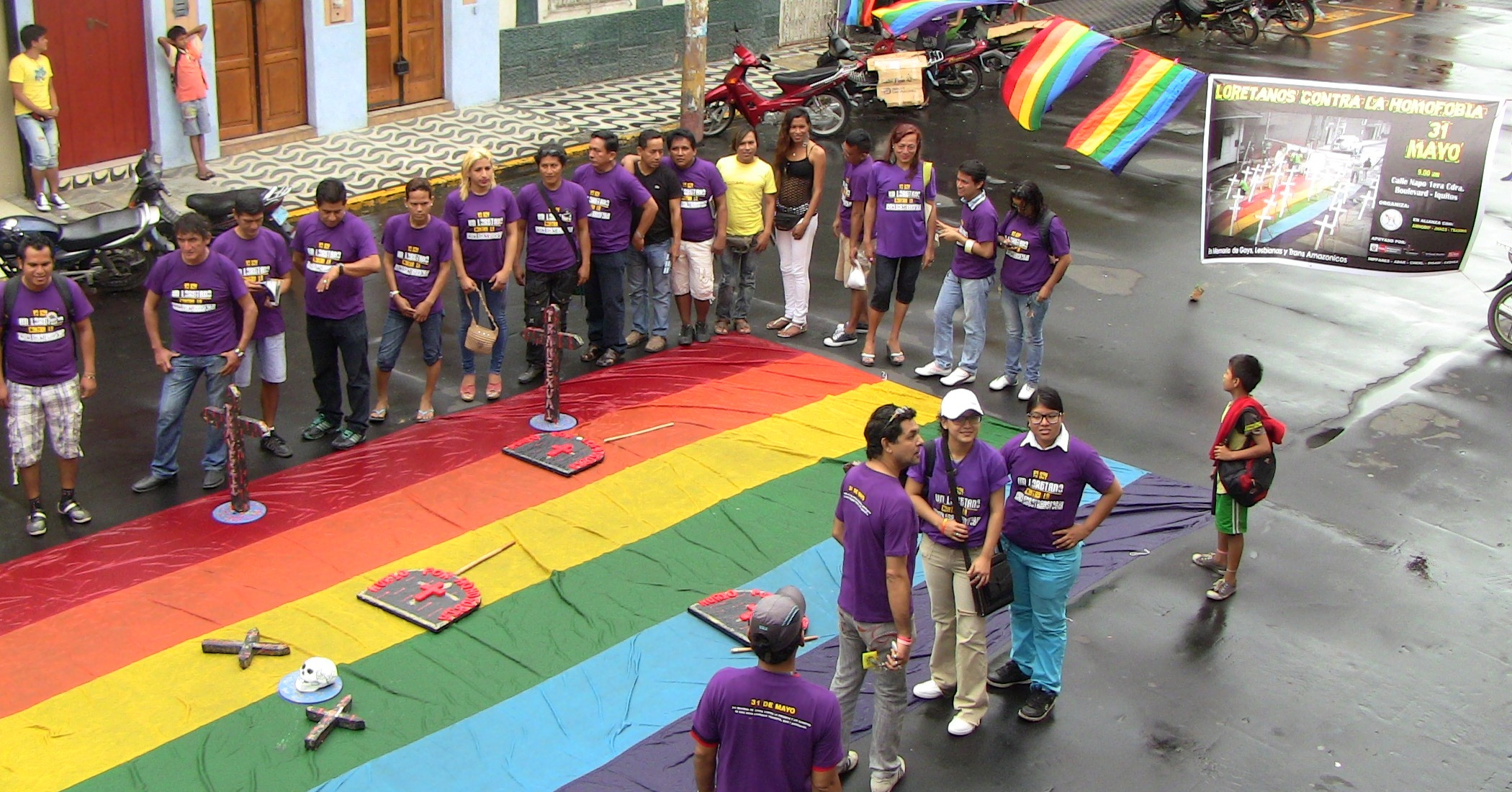
"Loretanos contra la homofobia" (Iquitos, 2013)

La diversidad sexual en Iquitos ha evolucionado conforme a las políticas del Perú. Las personas lesbianas, gais, bisexuales y transexuales (LGBT) en la ciudad están específicamente protegidas por la Ordenanza Regional 004-2010 GRL-CR que fue publicada el 12 de febrero de 2010. Esta ordenanza también protege el Departamento de Loreto desde la capital regional.

## Legislación

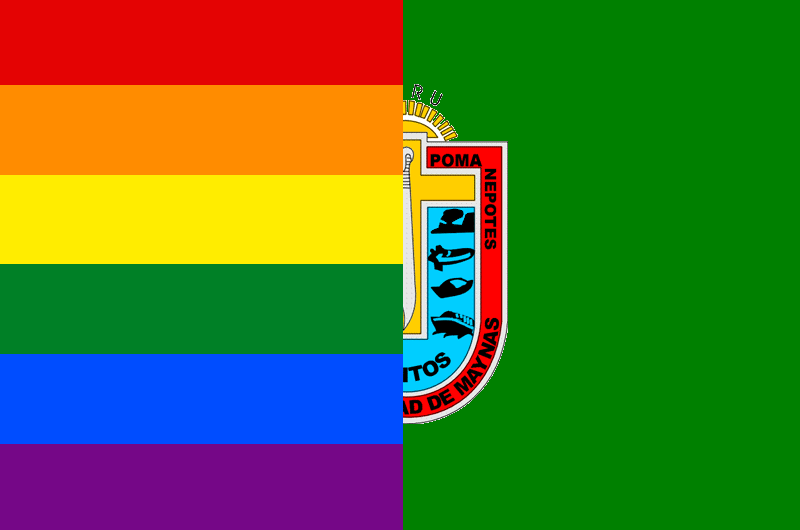
Símbolo local, que representa la tolerancia entre la ciudadanía y los homosexuales.

### Ordenanza Regional 004-2010 GRL-CR
Según el documento de la Ordenanza Regional 004-2010 GRL-CR, el Gobierno Regional de Loreto se «adhiere a otros tratados internacionales y regionales del país» que fueron aprobados y ratificados. Los Principios de Yogyakarta también es fundamentada en el documento, junto a ordenanzas regionales que buscan mitigar las enfermedades de transmisión sexual, como el VIH.
La ordenanza esclarece los siguientes artículos:
PRIMER ARTÍCULO: Igualdad de derechos humanos, protección de los derechos LGBT (incluso para los HSH y los trabajadores sexuales), y prohibición de la discriminación en todos los aspectos hacia la comunidad LGBT.
SEGUNDO ARTÍCULO: Prevención de los ITS a través de la lucha contra esas enfermedades y promover información sobre salud sexual, y desligar la asociación del VIH/sida con la comunidad LGBT.
TERCER ARTÍCULO: Prohibición de lenguaje ofensivo hecho por cualquier funcionario y civil.
CUARTO ARTÍCULO: Prohibición de conductas discriminatorias (e.g. pruebas de VIH como requisito laboral o para acceder a servicios de salud, educación, etc.) En el ámbito educativo, por ejemplo, negar el ingreso, expulsar o poner sanciones por orientación sexual o identidad de género. En el ámbito de salud, conductas discriminatorias como impedir el acceso a un servicio de salud.
QUINTO ARTÍCULO: Aplicación de la ordenanza administrado por el Gobierno Regional de Loreto.

### Ordenanza Municipal de Belén
A mediados de mayo de 2015, la Municipalidad Distrital de Belén aprobó una ordenanza que prohíbe toda forma de discriminación por orientación sexual e identidad de género. La violación de la ordenanza conlleva una multa desde S/.300 – 3000. La organización JHACS de Belén y la Asociación Civil Tsanwa fueron los solicitantes de la ordenanza, y se afianzó con la participación del Alcalde Distrital de Belén Richard Vásquez Salazar. Es la primera ordenanza municipal dentro del Departamento de Loreto y la primera en la Ciudad de Iquitos.